# Falsez pentru tine
Falsez pentru tine — Un show de muzică și mister este o emisiune de jocuri muzicale misterioase de televiziune difuzată pe Pro TV. Este versiunea românească a programului sud-coreean, I Can See Your Voice. În octombrie 2018, Pro TV a anunțat dezvoltarea emisiunii. Personalul este condus de producătorul executiv Dan Alexandrescu, alături de producătoarea Dana Mladin.
Emisiunea urma să debuteze pe 4 octombrie 2018, dar a fost amânată ,,pentru o dată ulterioară". În cele din urmă a avut premiera pe 18 iulie 2020.

## Format
Artistul invitat trebuie să încerce să ghicească concurenții care sunt pe ton și cei care sunt afoni fără să-i audă cântând. Artistul invitat este ajutat de către consilieri și de public. După ce au eliminat unul sau doi concurenții în fiecare rundă, aceștia vor cânta o piesă cu vocea normală la concurent în acțiune. Ultimul concurent în picioare ajunge să interpreteze un duet împreună cu un artist invitat. Cântăreața bună câștigătoare primește o singură lansare digitală de la HaHaHa Production, în timp ce cântăreața proastă câștigătoare primește 10.000 de lei.

### Runde
Opt concurenții stau pe platformă, ținându-și identitățile ascunse până când ajung la momentul concurent în acțiune.
#1: Rămâi tablou
Artistul invitat trebuie să observe fiecare concurent în funcție de aspectul său. Un singur concurent va fi eliminat.
#2: Ochi și urechi
Este afișat un videoclip cu concurenții care dezvăluie 0,3 secunde de vocea de cântat a lor. Un singur concurent va fi eliminat.
#3: Povestești sau trombonești
Fiecare concurent își descrie viața și pasiunile în timp ce vocea îi este fie micșorată, distorsionată sau pur și simplu editată. Un singur concurent va fi eliminat.
#4: Playback pe față
Fiecare concurent efectuează un lip-sync unei melodii. Cântăreții buni se sincronizează cu propria voce, în timp ce cântăreții răi se sincronizează cu cineva care are o intonație similară sau mai puțin similară. La runda aceasta, doi cuncurenți vor fi eliminați.
#5: Pe nerăsuflate
Artistul invitat are 100 de secunde ca să le pună întrebări concurenților. Un singur concurent va fi eliminat.
#6: Acu-i acu!
Dintre cei doi concurenți rămași pe platformă, artistul invitat trebuie să îl aleagă pe cel cu care va cânta un duet, astfel devine câștigătorul episodului.

## Personal
| Nume             | Episoade       | Episoade       | Episoade       | Episoade       | Episoade       |
| Nume             | 1              | 2              | 3              | 4              | 5              |
| Mihai Bobonete   | Prezentator    | Prezentator    | Prezentator    | Prezentator    | Prezentator    |
| Monica Anghel    | Consilier      | Consilier      | Consilier      | Consilier      | Consilier      |
| Răzvan Fodor     | Consilier      | Consilier      | Consilier      | Consilier      | Consilier      |
| Gojira           | Consilier      | Consilier      | Consilier      | Consilier      | Consilier      |
| Anna Lesko       | Consilier      | Consilier      | Consilier      | Consilier      | Consilier      |
| Damian Drăghici  | Artist invitat | N/A            | N/A            | N/A            | N/A            |
| Mihai Mărgineanu | N/A            | Artist invitat | N/A            | N/A            | N/A            |
| Loredana Groza   | N/A            | N/A            | Artist invitat | N/A            | N/A            |
| Fuego            | N/A            | N/A            | N/A            | Artist invitat | N/A            |
| Antonia          | N/A            | N/A            | N/A            | N/A            | Artist invitat |

## Rezumatul emisiunii
| - Cântăreț pe ton - Cântăreț afon |

| Episod | Câștigător        |
| 1      | Mirela Bobe       |
| 2      | Nicoleta Roman    |
| 3      | Eduard Trică      |
| 4      | Bianca Purcărea   |
| 5      | Anna-Maria Borcoș |

## Episoade

### Sezonul 1 (2020)
Primul sezon a avut premiera pe data de 18 iulie 2020. Sezonul a fost inițial prevăzut pentru a avea premiera pe 3 noiembrie 2018, dar a fost anulat în urma incidentului dintre Mihai Bobonete și serialul său, Las Fierbinți, care s-a întâmplat în mai 2019.

#### Episodul 1 –Damian Drăghici(18 iulie)
| - Cântăreț pe ton - Cântăreț afon |

| #Rundei: Numele rundei         | # în episod | Nume             | Piesa mimată în etapa #4                                            | Verdict    | Piesa cântată post-eliminare            | Piesa cântată de câștigător împreună cu artistul invitat                         |
| #1: Rămâi tablou               | 1           | Claudiu Gheorghe | N/A                                                                 | Eliminat   | „Call Out My Name” (The Weeknd)         | N/A                                                                              |
| #2: Ochi și urechi             | 5           | Bogdan Savin     | N/A                                                                 | Eliminat   | „This Love” (Maroon 5)                  | N/A                                                                              |
| #3: Povestești sau trombonești | 3           | Eduard Leonte    | N/A                                                                 | Eliminat   | „Say You Won't Let Go” (James Arthur)   | N/A                                                                              |
| #4: Playback pe față           | 8           | Lucian Pinta     | „Sex Bomb” (Tom Jones și Mousse T.)                                 | Eliminat   | „My Way” (Frank Sinatra)                | N/A                                                                              |
| #4: Playback pe față           | 2           | Claudia Negroiu  | „Bun îi vinul ghiurghiuliu” (Maria Tănase)                          | Eliminat   | „Non, je ne regrette rien” (Édith Piaf) | N/A                                                                              |
| #5: Pe nerăsuflate             | 4           | Angela Bîtlan    | „Ani de liceu” (Stela Enache și Florin Bogardo)                     | Eliminat   | „Hurt” (Christina Aguilera)             | N/A                                                                              |
| #6: Acu-i acu!                 | 6           | Geanina Voicu    | „Runnin' (Lose It All)” (Naughty Boy ft. Beyoncé și Arrow Benjamin) | Eliminat   | „Iubirea Schimbă Tot” (Andra)           | N/A                                                                              |
| #6: Acu-i acu!                 | 7           | Mirela Bobe      | „Something's Got a Hold on Me” (Etta James)                         | Câștigător | N/A                                     | „În stație la Lizeanu” (Damian & Brothers și Smiley) împreună cu Damian Drăghici |

#### Episodul 2 –Mihai Mărgineanu(25 iulie)
| #Rundei: Numele rundei         | # în episod | Nume             | Piesa mimată în etapa #4                   | Verdict    | Piesa cântată post-eliminare        | Piesa cântată de câștigător împreună cu artistul invitat              |
| #1: Rămâi tablou               | 1           | Sergiu Bolotă    | N/A                                        | Eliminat   | „Make You Feel My Love” (Bob Dylan) | N/A                                                                   |
| #2: Ochi și urechi             | 4           | Joe Hasabella    | N/A                                        | Eliminat   | „I Believe I Can Fly” (R. Kelly)    | N/A                                                                   |
| #3: Povestești sau trombonești | 6           | Irinel Pană      | N/A                                        | Eliminat   | „Mă ucide ea” (Mihail)              | N/A                                                                   |
| #4: Playback pe față           | 5           | Maria Crăciun    | „Crazy in Love” (Beyoncé și Jay-Z)         | Eliminat   | „Of, inimioară” (Luminița Dobrescu) | N/A                                                                   |
| #4: Playback pe față           | 7           | Mirela Didei     | „Barbie Girl” (Aqua)                       | Eliminat   | „Mon mec à moi” (Patricia Kaas)     | N/A                                                                   |
| #5: Pe nerăsuflate             | 3           | Laura Anton      | „Lean On” (Major Lazer și DJ Snake ft. MØ) | Eliminat   | „Summertime” (George Gershwin)      | N/A                                                                   |
| #6: Acu-i acu!                 | 8           | Georgiana Dănilă | „If I Ain't Got You” (Alicia Keys)         | Eliminat   | „Copacul” (Aurelian Andreescu)      | N/A                                                                   |
| #6: Acu-i acu!                 | 2           | Nicoleta Roman   | „Stone Cold” (Demi Lovato)                 | Câștigător | N/A                                 | „Mă iubește femeile!” (Mihai Mărgineanu) împreună cu Mihai Mărgineanu |

#### Episodul 3 –Loredana Groza(1 august)
| #Rundei: Numele rundei         | # în episod | Nume               | Piesa mimată în etapa #4                | Verdict    | Piesa cântată post-eliminare            | Piesa cântată de câștigător împreună cu artistul invitat |
| #1: Rămâi tablou               | 1           | Cătălin Voicilă    | N/A                                     | Eliminat   | „De ce plâng chitarele” (O-Zone)        | N/A                                                      |
| #2: Ochi și urechi             | 3           | Lior Bebera        | N/A                                     | Eliminat   | „Writing's on the Wall” (Sam Smith)     | N/A                                                      |
| #3: Povestești sau trombonești | 4           | Mihaela Gheorghiță | N/A                                     | Eliminat   | „I Will Always Love You” (Dolly Parton) | N/A                                                      |
| #4: Playback pe față           | 7           | Angela Bilișică    | „That Man” (Caro Emerald)               | Eliminat   | „Stay” (Rihanna ft. Mikky Ekko)         | N/A                                                      |
| #4: Playback pe față           | 6           | Răzvan Crețu       | „Mama, I'm Coming Home” (Ozzy Osbourne) | Eliminat   | „Achy Breaky Heart” (Billy Ray Cyrus)   | N/A                                                      |
| #5: Pe nerăsuflate             | 5           | Meda Topîrceanu    | „Un actor grăbit” (Laura Stoica)        | Eliminat   | „Big Spender” (Peggy Lee)               | N/A                                                      |
| #6: Acu-i acu!                 | 2           | Ancuța Moraru      | „Sin Pijama” (Becky G și Natti Natasha) | Eliminat   | „At Last” (Etta James)                  | N/A                                                      |
| #6: Acu-i acu!                 | 8           | Eduard Trică       | „Sexy and I Know It” (LMFAO)            | Câștigător | N/A                                     | „Lele” (Loredana Groza) împreună cu Loredana Groza       |

#### Episodul 4 –Fuego(8 august)
| #Rundei: Numele rundei         | # în episod | Nume                 | Piesa mimată în etapa #4                                     | Verdict    | Piesa cântată post-eliminare           | Piesa cântată de câștigător împreună cu artistul invitat |
| #1: Rămâi tablou               | 8           | Dorin Duca           | N/A                                                          | Eliminat   | „Dirty Diana” (Michael Jackson)        | N/A                                                      |
| #2: Ochi și urechi             | 4           | Simona Bucur         | N/A                                                          | Eliminat   | „O mio babbino caro” (Giacomo Puccini) | N/A                                                      |
| #3: Povestești sau trombonești | 1           | Adrian Căpitănescu   | N/A                                                          | Eliminat   | „Perfect” (Ed Sheeran)                 | N/A                                                      |
| #4: Playback pe față           | 3           | Silviu Neagoe        | „Blurred Lines” (Robin Thicke ft. T.I. și Pharrell Williams) | Eliminat   | „Trenul fără naș” (Iris)               | N/A                                                      |
| #4: Playback pe față           | 7           | Ana Ciulpan          | „Leiță Ioană” (Ioana Radu)                                   | Eliminat   | „Stinge lumina” (Ruby)                 | N/A                                                      |
| #5: Pe nerăsuflate             | 6           | Ioana Maria Filimon  | „Give Me One Reason” (Tracy Chapman)                         | Eliminat   | „My Heart Will Go On” (Céline Dion)    | N/A                                                      |
| #6: Acu-i acu!                 | 3           | Beatrice Căpitănescu | „Havana” (Camila Cabello ft. Young Thug)                     | Eliminat   | „Je t'aime” (Lara Fabian)              | N/A                                                      |
| #6: Acu-i acu!                 | 5           | Bianca Purcărea      | „Fericirea are chipul tău” (Mihaela Runceanu)                | Câștigător | N/A                                    | „Sărut femeie, mâna ta” (Fuego) împreună cu Fuego        |

#### Episodul 5 –Antonia(15 august)
| #Rundei: Numele rundei         | # în episod | Nume                | Piesa mimată în etapa #4                      | Verdict    | Piesa cântată post-eliminare                  | Piesa cântată de câștigător împreună cu artistul invitat |
| #1: Rămâi tablou               | 8           | Teodor Florian      | N/A                                           | Eliminat   | „It's My Life” (Bon Jovi)                     | N/A                                                      |
| #2: Ochi și urechi             | 2           | Beatrice Giurgiu    | N/A                                           | Eliminat   | „Chandelier” (Sia)                            | N/A                                                      |
| #3: Povestești sau trombonești | 7           | Irina Gorga         | N/A                                           | Eliminat   | „Heart Attack” (Demi Lovato)                  | N/A                                                      |
| #4: Playback pe față           | 6           | Antonio Brudiu      | „Born to Be Wild” (Steppenwolf)               | Eliminat   | „Can't Stop the Feeling!” (Justin Timberlake) | N/A                                                      |
| #4: Playback pe față           | 3           | Alex Arambașa       | „Să nu-mi iei niciodată dragostea” (Holograf) | Eliminat   | „Love Me Tender” (Elvis Presley)              | N/A                                                      |
| #5: Pe nerăsuflate             | 1           | Zoran Demian        | „Human” (Rag'n'Bone Man)                      | Eliminat   | „You Can Leave Your Hat On” (Randy Newman)    | N/A                                                      |
| #6: Acu-i acu!                 | 5           | Alexandru Aninoșanu | „The Lazy Song” (Bruno Mars)                  | Eliminat   | „Halo” (Beyoncé)                              | N/A                                                      |
| #6: Acu-i acu!                 | 4           | Anna-Maria Borcoș   | „Love on the Brain” (Rihanna)                 | Câștigător | N/A                                           | „Iubirea mea” (Antonia) împreună cu Antonia              |